# 陳君玉
陳君玉（1906年—1963年3月4日），筆名鄉夫，是一位出生於臺北大稻埕的新文學運動家及台語流行音樂作詞者。

## 生平

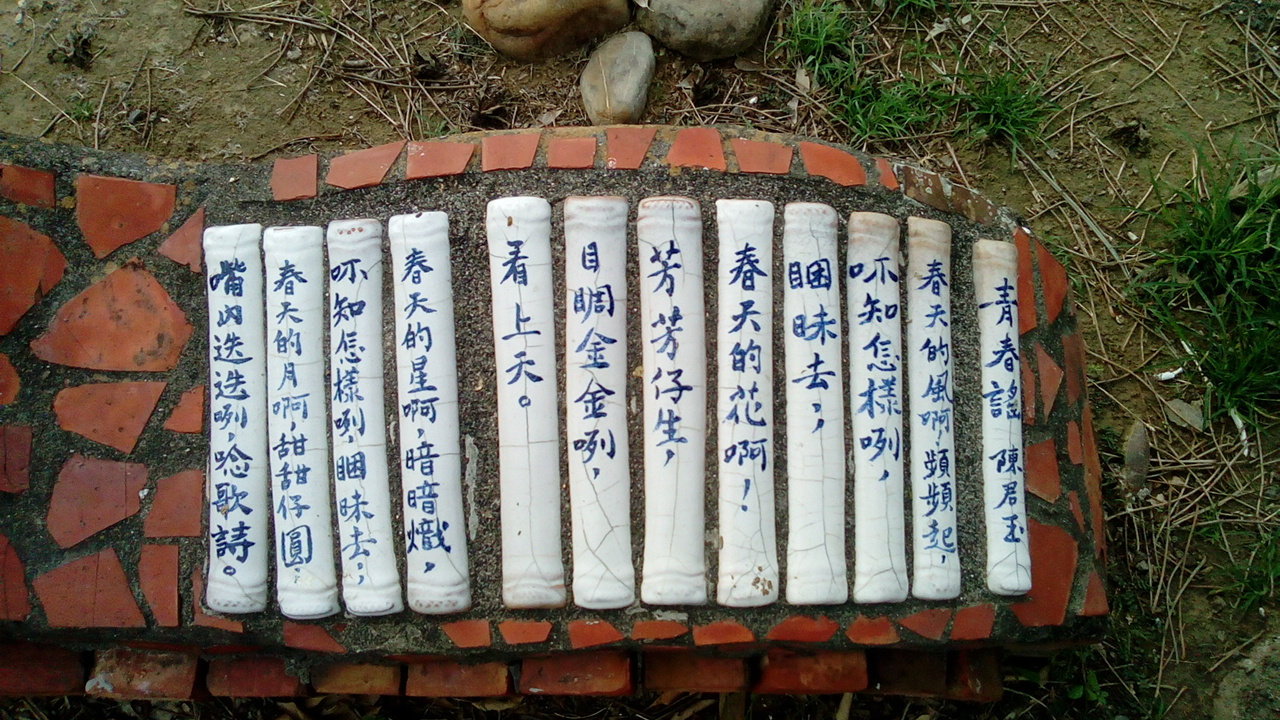
陳君玉的〈青春謠〉

### 早年生活
陳君玉的父親是一位人力車伕；因此，陳君玉在就讀小學時即輟學並開始工作。此後，他當過小販、布袋戲班學徒、檢字工人等，並前往山東省及中國東北地區謀生；其間，他因曾在日人開設之報社工作而奠定漢語寫作能力基礎。

### 文藝與職業生涯
1926年，陳君玉在回到臺灣後發表新詩與小說，並在臺灣文藝協會成立後活躍於其中。
1933年，他投身流行歌壇，被古倫美亞公司聘為文藝部長。
1934年，他與理念相近之友人推出《先發部隊雜誌》；同年，他轉入由郭博容創立的博友樂唱片公司，並致力於推動台語流行歌曲發展。
1935年，他與廖漢臣等人共同創辦臺灣歌人協會。1936年，他轉入由吳德貴主持的豪華唱片公司；同年，他與蘇桐等人組織「臺灣新東洋樂研究會」以從事漢樂改良；此外，他還在臺北開設「燕京語同好會北京語講習所」（現重慶北路一帶）培養翻譯人員。1937年，他開始擔任日東唱片公司的文藝部長。
戰後，因時局需求，他再度開設「呢喃巢讀書會國語補習班」；但是，因當局在不久後開始大力推行國語普及相關政策，他因此開始失業。
後來，在臺灣省參議員黃純青推薦下，他一度在樹林中學及鶯歌中學教書；其後，他因學歷不足等原因離開職位。
他曾與王詩琅主持《學友》、《新學友》等兒童雜誌的編輯業務，並親自翻譯童話、小說等作品，也曾擔任《臺北市志》纂修人員並為《臺北文物》撰稿。

### 逝世
1963年3月4日，陳君玉因肝癌去世，享年五十八歲。

## 影視形象
| 年份      | 作品     | 演員   |
| --------- | -------- | ------ |
| 2007-2010 | 四月望雨 | 程伯仁 |
| 2022      | 四月望雨 | 陳彥廷 |

| 年份 | 作品          | 演員   |
| ---- | ------------- | ------ |
| 2012 | 歌謠風華-初聲 | 周詠軒 |

## 連結
- 陳君玉 在臺灣音聲一百年的作品列表
- 歌謠風華 人物篇-陳君玉 - YouTube （页面存档备份，存于）

### 閱讀
- 廖咸浩.《跳舞時代》的暗影 （页面存档备份，存于）.《放映週報funscreen》第14期.2006-09-04